# Monarca daurat
El monarca daurat (Carterornis chrysomela) és un ocell de la família dels monàrquids (Monarchidae).

## Hàbitat i distribució
Habita boscos de les illes Aru, Waigeo, Salawati, Batanta i Misool, a Nova Guinea, Biak, Fergusson, Goodenough i Normanby, a l'arxipèlag d'Entrecasteaux, Nova Irlanda, Nova Hannover, Djaul, Lihir i les Tabar, a l'arxipèlag de Bismarck.